# Плис Іван Олексійович
Плис Іван Олексійович (нар. 7 червня 1906, слобода Барвінкова Харківської губернії — пом. 23 вересня 1982) — український краєзнавець, художник, громадський діяч, збирач української старовини.

## Біографія
Навчався у двокласній (церковно-парафіяльній) школі, потім у Барвінківському комерційному училищі. Закінчив Харківський художній інститут.
У 1937 р. Іван Плис був направлений до Москви для роботи в Центральному музеї В. І. Леніна в складі делегації найкращих українських художників.
Іван Плис помер 23 вересня 1982 року у м. Барвінкове Харківської області, де був і похований.

## Краєзнавча діяльність
Іван Плис захоплювався старовиною, особливо козацькою історією краю. Збирав предмети старовини, ретельно вивчав культуру і побут Слобідської України і Запоріжжя. Шукав документи і матеріали, які стосувалися історії Барвінкового.
Документи і матеріали, які знаходилися в особистому архіві друга та однодумця, настоятеля Успенського храму в Барвінковому, Олексія Навродського, підштовхнули його до ідеї відкрити в Барвінковому музей. У 1936 р. зусиллями І. О. Плиса та його товариша І. С. Дяченка в Барвінковому було започатковано історико-краєзнавчий музей, що став одним з найкращих на Харківщині.
У ньому були виставлені справжні раритети: пектораль, скіпетр та інші цінні речі зі скіфського кургану, особисті речі першої жінки-художниці Росії М. Д. Раєвської-Іванової, видатного письменника Г. П. Данилевського та багатьох інших; малюнки й фотографії дореволюційного міста, древні знаряддя праці, наконечники стріл і пік, скіфські акінаки й мечі часів князя Ігоря.
Друга світова війна завдала непоправних збитків музею. Частина експонатів загинула в евакуації, інші були захоплені німцями. Особливо цінні були переправлені до Ленінградського Ермітажу, деякі — в м. Ізюм. Завдяки зусиллям Івана Олексійовича та його помічника і соратника І. С. Дяченка вдалося відродити довоєнну славу музею.
У 1950-х рр. І. Плис відшукав в Полтаві, де він був у відрядженні, старий портрет козака Івана Барвінка роботи невідомого художника XVII ст. З того часу музей має художнє зображення засновника міста.
Іван Олексійович був ініціатором створення пам'ятника Івану Барвінку, що вважається засновником рідного міста художника. Він за свої кошти придбав граніт для постаменту, передав зображення скульптору М. Ф. Овсянкіну, привіз у місто скульптуру козака. У 1965 р. майже готовий пам'ятник за наказом влади було нещадно знищено.

## Творчість
Іван Олексійович у своїй творчості використовує дві теми — тема козацького минулого та пейзажів Барвінківщини. Він створив декілька десятків міських пейзажів Барвінкового. Завдяки їм можна судити про вигляд і характер міста від часу створення до середини XX ст., оскільки більшість архітектурних пам'яток було знищено в 1917—1943 роках. Художник залишив по собі також ряд портретів.
Особливу цінність для історії і краєзнавства представляють його міські пейзажі, серед яких «Комерційне училище в Барвінковому», «Козацька церква у Барвінковому», «Міст через Сухий Торець», «Покровський собор», «Недільний день у слободі Барвінковій», «Царице-Олександрівська церква у с. Богодаровому», «Повідь у слободі Барвінковій» та інші.
Нині картини І. О. Плиса використовують місцеві краєзнавці, том що на теперішній час збереглося обмаль споруд дореволюційного періоду.
Частина картин Івана Плиса втрачена.

### Рекомендована література
- Легенди і загадки з вуст Івана Плиса // Мандрика В. Барвінківські передзвони. — Видав. будинок «Балдрук», 2009. — С. 374—376.
- Художник Іван Плис // Мандрика В. Барвінківські передзвони. — Видав. будинок «Балдрук», 2009. — С. 170—179.